# Aspach, Baden-Württemberg
Aspach, Baden-Württemberg är en kommun i Rems-Murr-Kreis i regionen Stuttgart i Regierungsbezirk Stuttgart i förbundslandet Baden-Württemberg i Tyskland.
Kommunen ingår i kommunalförbundet Backnang tillsammans med staden Backnang och kommunerna Allmersbach im Tal, Althütte, Auenwald, Burgstetten, Kirchberg an der Murr, Oppenweiler och Weissach im Tal.

## Kommundelar
Kommunen består av de fram till 1 februari 1972 egna kommunerna:
- Großaspach, först omnämnd i mitten på 900-talet.
- Kleinaspach, först omndämnd 1357.
- Allmersbach am Weinberg, först nämnd 1247.
- Rietenau, först omnämnd 1103.

De gamla kommunernas heraldiska vapen
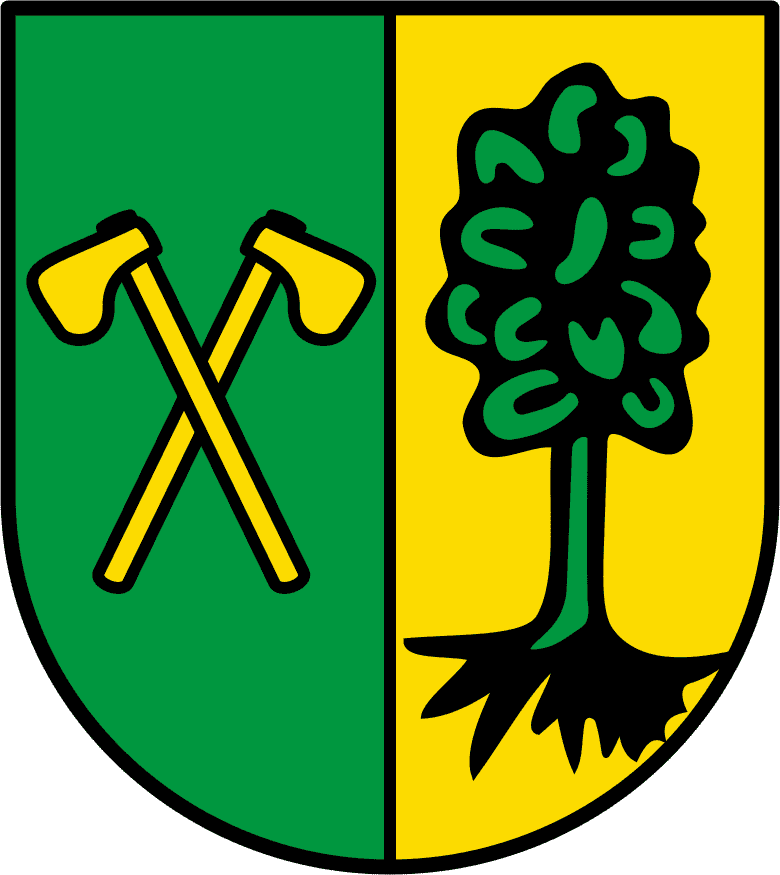
Großaspach
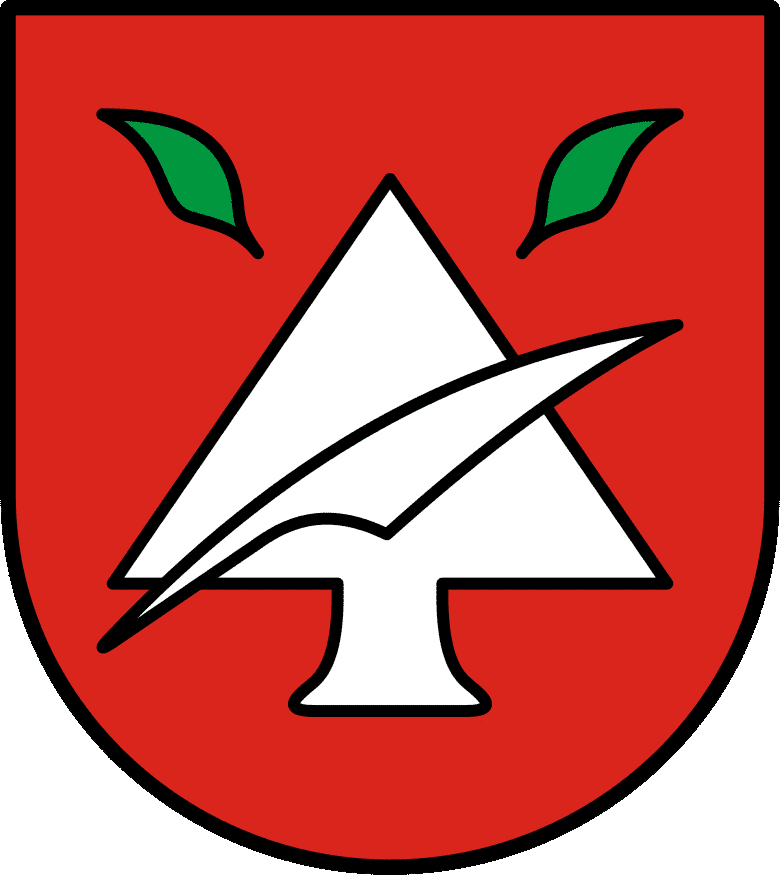
Kleinaspach
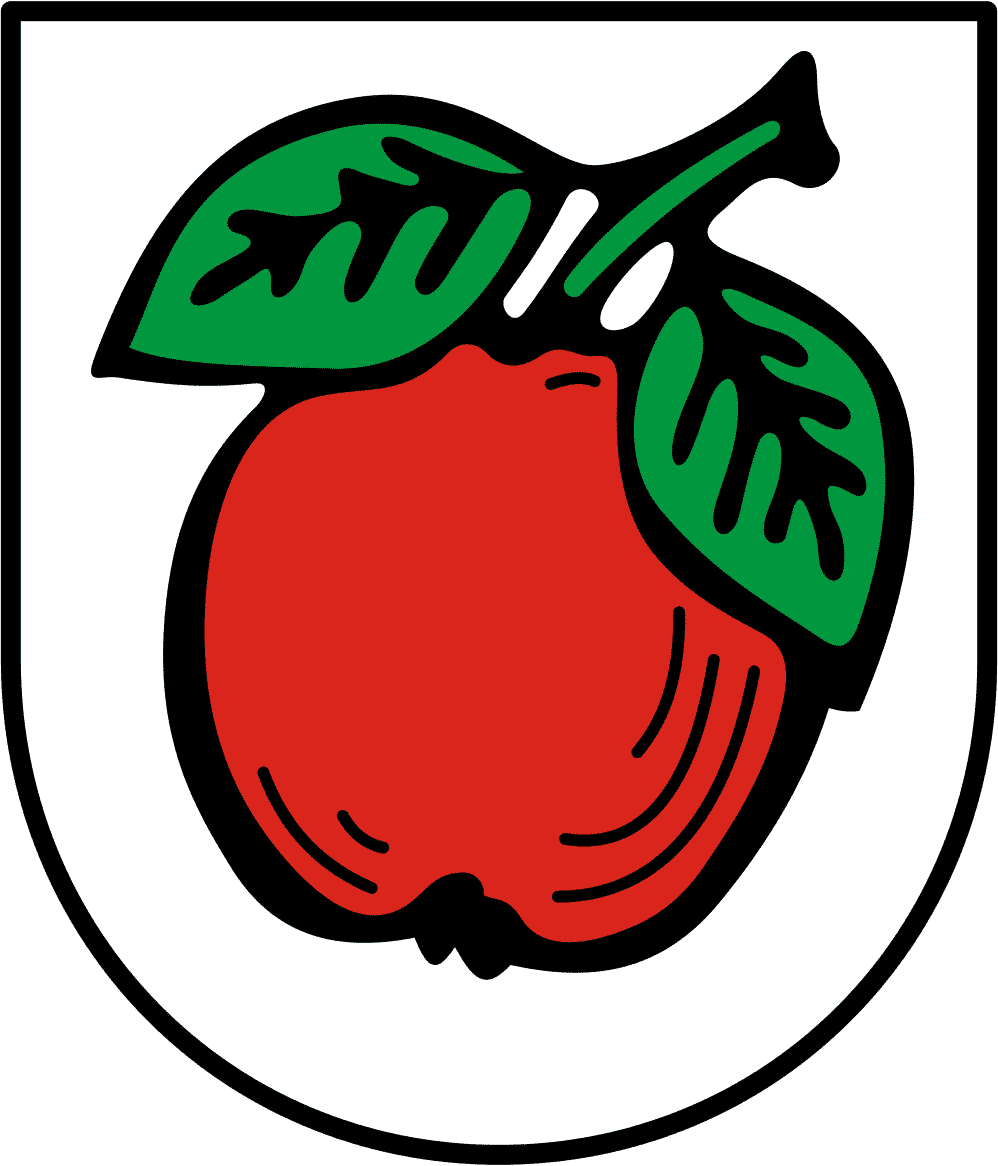
Rietenau
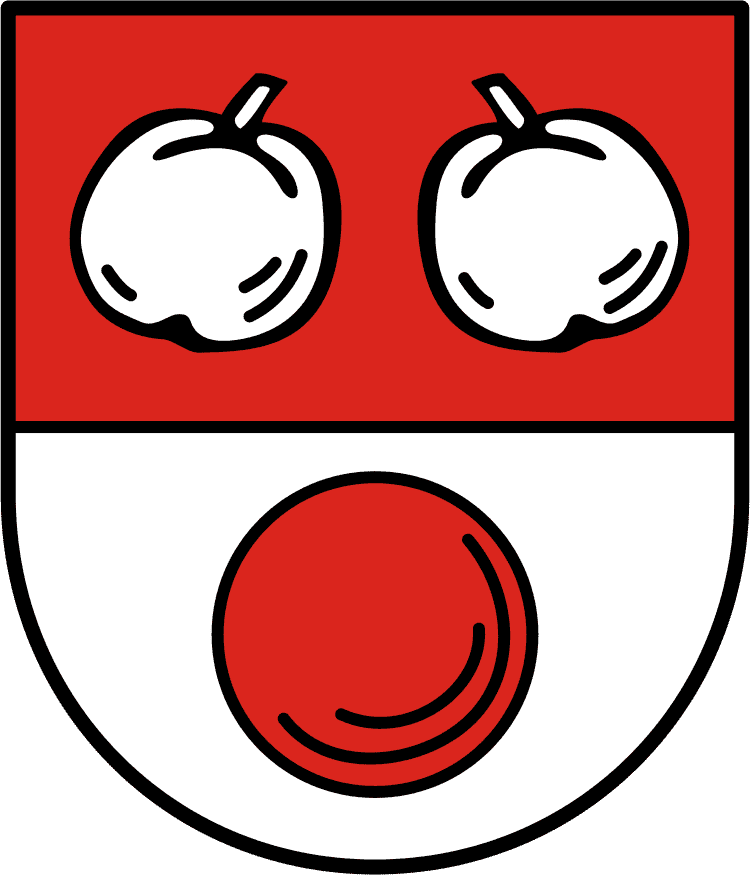
Allmersbach am Weinberg